# Municipio de Elmer (condado de Sanilac)
El municipio de Elmer (en inglés: Elmer Township) es un municipio ubicado en el condado de Sanilac en el estado estadounidense de Míchigan. En el año 2010 tenía una población de 806 habitantes y una densidad poblacional de 8,56 personas por km².

## Geografía
El municipio de Elmer se encuentra ubicado en las coordenadas 43°22′56″N 82°55′30″O / 43.38222, -82.92500. Según la Oficina del Censo de los Estados Unidos, el municipio tiene una superficie total de 94.1 km², de la cual 94,1 km² corresponden a tierra firme y (0,01 %) 0,01 km² es agua.

## Demografía
Según el censo de 2010, había 806 personas residiendo en el municipio de Elmer. La densidad de población era de 8,56 hab./km². De los 806 habitantes, el municipio de Elmer estaba compuesto por el 95,16 % blancos, el 0,25 % eran afroamericanos, el 0,25 % eran amerindios, el 1,12 % eran asiáticos, el 2,48 % eran de otras razas y el 0,74 % eran de una mezcla de razas. Del total de la población el 3,85 % eran hispanos o latinos de cualquier raza.